# Оксеншерна, Юхан
Граф Юхан (Йохан) Аксельссон Оксеншерна аф Седерморе (1611—1657) — шведский государственный деятель.
Сын канцлера Акселя Оксеншерны, родился в Стокгольме. После окончания учёбы в Уппсале в 1633 году, отец отправил его в гран-тур по Франции, Нидерландам и Великобритании.
Он был одним из уполномоченных, подписавших в 1635 году Штумсдорфское перемирие с Польшей. В 1639 году, во многом против воли своего отца, был произведён в тайные советники.
Вместе с Сальвиусом он представлял Швецию на великом мирном конгрессе в Оснабрюке. С 1650 по 1652 год был генерал-губернатором шведской Померании. В 1654 году король Карл X Густав назначил его риксмаршалом.
Умер в Висмаре 5 декабря 1657 года.